# HD 130603
Désignations
HD 130603 est une étoile double de la constellation du Bouvier, située à 283,4 ± 0,5 a.l. (∼ 86,9 pc) à 295 ± 2 a.l. (∼ 90,4 pc) de la Terre.